# George Comer
Le capitaine George Comer, né en avril 1858 et mort en 1937, est un célèbre capitaine baleinier de la baie d'Hudson, très lié aux Inuits de la baie au début du XXe siècle.
Tour à tour explorateur polaire, baleinier, chasseur de phoques, ethnologue, cartographe, zoologiste, écrivain et photographe, il a fait quatorze voyages en Arctique et trois vers l'Antarctique au cours de sa vie. Ces expéditions, conduites entre 1875 et 1919, démarraient généralement de New London dans le Connecticut ou fr New Bedford, dans le Massachusetts. Plusieurs explorateurs et scientifiques contemporains, comme Robert Peary et le capitaine Frederick Cook étaient de ses amis. Son mentor était Franz Boas, le "père de l'anthropologie américaine".

## Vie personnelle
George est né à Québec au Canada en 1858, d'un père Anglais et d'une mère Irlandaise qui ont immigré aux États-Unis en 1860. Il grandit à East Haddam dans le Connecticut, où il ne fréquente l'école que pendant deux ans. Mais son père disparait en mer, et sa mère, qui ne peut subvenir aux besoins des enfants, le confie à un orphelinat puis à une famille d'accueil du village.
En 1877, il épouse Julia Chipman, son aînée d'un an, native de Pennsylvanie. Le couple élit domicile sur Mount Parnassus rd, à East Haddam. Une fille, Nellie G., nait en avril 1878, suivi d'un fils Thomas L. en avril 1886 (qui deviendra agent maritime et mourra en 1930),.

## Expéditions dans l'Arctique
C'est à l'âge de 17 ans, en 1875, que George Comer s'embarque pour sa première expédition en Arctique, à bord du baleinier Nil en partance pour la baie de Cumberland et l'île de Baffin. S'ensuivent de 1889 à 1891, trois voyages sur la goélette Era vers le sud-est de l'île de Baffin, puis une campagne de quinze mois de chasse à la baleine sur le Canton en 1893-1894.
En 1895, après vingt ans de navigation, Comer devient capitaine de son premier navire. Jusqu'en 1912, il dirige alors six campagnes de chasse à la baleine dans la baie d'Hudson. Il hiverne dans la baie Roes Welcome avec l'Era puis avec l' A. T. Gifford.

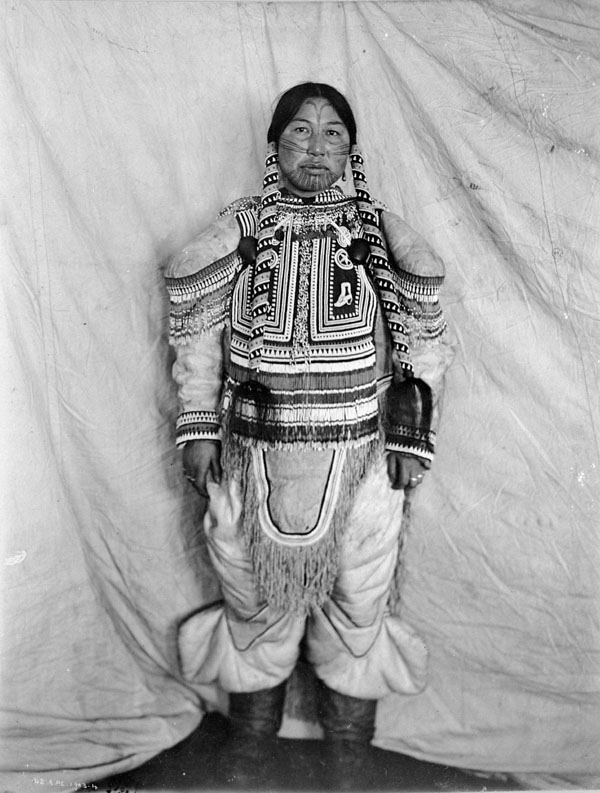
Niviatsinaq (dite Shoofly), la compagne Aivillik du capitaine, vers 1903-4 au Cap Fullerton.

Au cours de ses hivernages en baie d'Hudson, Comer se familiarise avec les groupes Inuits Aivilingmiut, Netsilingmiut, et Qaernermiut. Le capitaine recrute parmi eux des marins, leur achète de la viande de caribou qui épargne du scorbut son équipage, et des vêtements de peaux confectionnés par les Indiennes Comer photographie les Inuits à de nombreuses reprises ; ceux-ci le surnomment Angakkuq (« le chaman » en Inuktikut).
George Comer développe une relation particulière avec une femme Aïvilik nommée Niviatsianaq (ou Nivisanaaq), que ses compatriotes baptisent Shoofly. Shoofly l'accompagne pendant plusieurs années sur ses bateaux, amenant avec elle son fils Oudlanak, alias John Ell, supposé fils naturel du capitaine,. Comer est d'ailleurs le père d'au moins un autre enfant de la baie, Laurent-Pameolik, né en 1911 d'une Inuite nommée Ooktok. À la mort de celle-ci, Shoofly adopte Pameolik.
En 1906, F. N. Monjo , un fourreur de New-York, achète l' Era et recrute Comer comme capitaine. Mais le navire fait naufrage sur l'île de Miquelon, au large de Terre-Neuve, un peu plus tard dans l'année. Comer prend alors le commandement de l'acquisition suivante de Monjo, la goélette A. T. Gifford, de 1907 à 1912. Le baleinier appareille en 1907 de New London, puis en 1910 de New Bedford pour des voyages de chasse à la baleine et de récolte de fourrures, hivernant au cap Fullerton.
En novembre 1907, George Comer établit une base de ravitaillement pour l'expédition d'Anthony Fiala, qui tente d'atteindre le Pôle Nord,.
Le capitaine met fin à son activité de baleinier en 1912.
En 1915, Comer sert comme officier « Ice master » sur le George B. Cluett, commandité par le Muséum américain d'histoire naturelle pour ramener les hommes de Donald MacMillan de l'expédition terrestre Crocker depuis Etah, dans le nord du Groenland. En route, le bateau est pris par les glaces pendant deux ans, que Comer met à profit pour effectuer des fouilles archéologiques sur le Mont Dundas (Umánaq, Uummannaq ou Umanak), une colline près de Pituffik, où il découvre des traces de la civilisation connue aujourd'hui comme la culture de Thulé, les ancêtres des Inuits.
Le dernier voyage de George Comer en Arctique a lieu en 1919. Son schooner Finback, affrété par l'ethnologue septentrional Christian Leden pour étudier les Inuits, accoste au cap Fullerton mais se brise dans des circonstances suspectes. L'incident permet au moins au capitaine de consacrer plus de temps à ses adieux à ses amis Inuits !

## Expéditions en Antarctique

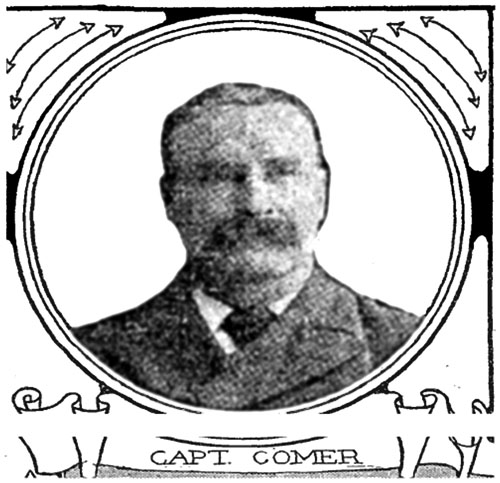
Le capitaine Comer en juillet 1906.

Avant la fin du siècle, George Comer s'est déjà rendu en Antarctique à deux occasions, pour des campagnes de chasse aux phoques : en Géorgie du Sud (9 octobre 1885 – 11 février 1886), sur les îles Kerguelen (24 novembre 1887 – le 5 février 1888).
Lors de son troisième voyage, il est le second officier de la goélette Francis Alleyn qui chasse sur l'île Gough (22 août 1888 – le 23 janvier 1889). Il rédige la première description des poules d'eau endémiques incapables de voler, les Gallinula comeri : « Elles ne peuvent pas voler et n'utilisent leurs ailes que pour s'aider à courir. Elles sont très nombreuses et peuvent être attrapées à la main. Elles sont mêmes incapables de sauter sur une table d'un mètre de haut. Les arbustes poussent sur l'île jusqu'à environ 600 mètres d'altitude, et on trouve ces oiseaux aussi haut que les buissons poussent. Bec jaune vif, écarlate entre les yeux. Pattes et pieds jaunes, avec des taches rougeâtres. »

## Ethnologue et cartographe
Les travaux de George Comer en anthropologie, ethnologie, histoire naturelle, géographie et cartographie de l'Arctique sont appréciables. Sans formation universitaire, le capitaine a été encadré par l'anthropologue Franz Boas. En retour, Comer alimente Boas en informations pour son ouvrage de 1888, Les Eskimos du Centre.

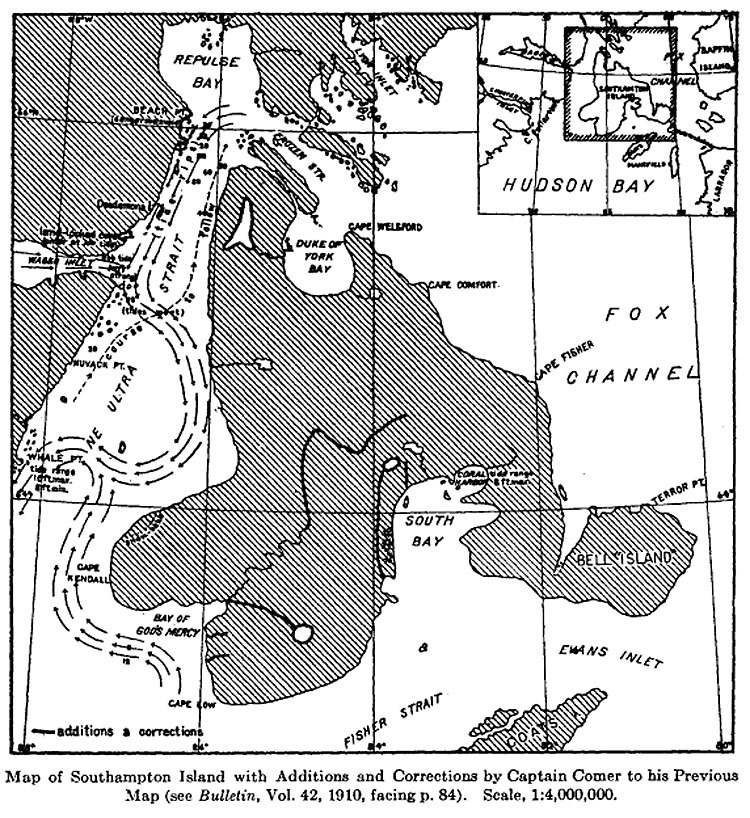
Carte de l'île de Southampton du capitaine Comer, 1913.

Le capitaine publie en 1910 et 1913 des articles dans le Bulletin de la Société géographique américaine de New York, apportant une amélioration des cartes et des dessins de l'île de Southampton. En reconnaissance, le gouvernement du Canada donnera son nom au détroit proche de la baie de Roes Welcome qui sépare le nord de l'île de Southampton de l'île White (65° 45′ N, 85° 05′ O).
Comer a également publié des notes dans la revue American Anthropologist en 1923, sur le groupe inuit Sadlermiuts, isolé de l'île de Southampton et qui s'est éteint en 1902. George Comer a alors tenté de repeupler l'île en installant un groupe aivilik commandé par son fils naturel John Ell dans la zone plate du cap Kendall sur la côte ouest, au nord-ouest de la baie de la Miséricorde divine. Mais dans l'année ces Aïvilik ont migré vers la baie Sud, traversant jusqu'à Repulse Bay quand le temps le permettait.
En novembre 1903, Comer enregistre des chants Aivilingmiut et Qaernermiut sur un phonographe dans le nord-ouest de la baie d'Hudson, constituant un des plus anciens témoignages de voix d'Inuits. Pris dans la glace au Cap Fullerton pendant les hivers de 1910-1912, il procède à de nouveaux enregistrements qui préservent le folklore et les légendes de la péninsule Adelaide. À bord de l' Era, il réalise trois cents moulages faciaux d'Inuits, encore visibles dans des musées d'Allemagne, du Canada et de New York. Le Musée canadien de l'histoire a acquis en 1913 une grande collection d'objets rassemblée par Comer, comprenant un groupe d'animaux en ivoire (renard, bœuf musqué, narval, ours polaire, loup), dont la plupart sinon tous ont été réalisés par "Harry" Ippaktuq Tasseok (ou Teseuke), chef des Aivilingmiut et camarade de bord du capitaine pendant les hivernages au cap Fullerton. Pour le Muséum américain d'histoire naturelle, George Comer recueille également en Arctique et en Antarctique de peaux d'animaux, des oiseaux, des œufs et des spécimens géologiques qui constituent désormais la collection Comer du musée.

## Dernières années
A l'âge de la retraite, George Comer se retire à East Haddam, mais continue à envoyer des cadeaux à ses amis Inuits. Il reste longtemps actif, au sein notamment de la chambre des représentants du Connecticut. En mauvaise santé dans ses dernières années, il meurt à East Haddam en 1937, à l'âge de 79 ans.

## Les navires
- Mousse, Nil (baleinier), 1875
- Matelot, Era (baleinier), 1889-1892
- Matelot, Canton (baleinier), 1893-1894
- Capitaine, Era (goélette), 1895-1906
- Capitaine, A. T. Gifford (goélette de New Bedford), 1907-1912
- Capitaine, George B. Cluett, 1915-1917
- Officier de navigation, U. S. S. Radnor et U. S. S. Wyska (cargos), 1918-1919
- 2e officier, U. S. S. Elinor (bateau à vapeur), 1919
- Capitaine, Finback (goélette), 1919
- Capitaine, Blossom (goélette), 1923-1924